# Тарновський-Млин (Турецький повіт)
Тарновський-Млин (пол. Tarnowski Młyn) — село в Польщі, у гміні Владиславув Турецького повіту Великопольського воєводства.
Населення — 329 осіб (2011).
У 1975-1998 роках село належало до Конінського воєводства.

## Демографія
Демографічна структура станом на 31 березня 2011 року:
|          | Загалом | Допрацездатний вік | Працездатний вік | Постпрацездатний вік |
| -------- | ------- | ------------------ | ---------------- | -------------------- |
| Чоловіки | 159     | 38                 | 106              | 15                   |
| Жінки    | 170     | 36                 | 93               | 41                   |
| Разом    | 329     | 74                 | 199              | 56                   |